# 1440-1449
De jaren 1440-1449 (van de christelijke jaartelling) zijn een decennium in de 15e eeuw.

## Belangrijke gebeurtenissen

### Honderdjarige Oorlog
- 1440 - In Frankrijk breekt de Praguerie uit. Lodewijk XI komt in opstand tegen zijn vader koning Karel VII van Frankrijk.
- 1444 : Verdrag van Tours. Een poging om de Honderdjarige Oorlog te beëindigen.
- 1445 : Koning Hendrik VI van Engeland huwt met Margaretha van Anjou, een nicht van Karel VII.
- 1448 : Het graafschap Maine wordt teruggegeven aan de Fransen.
- 1449 : Begin van de herovering van het Hertogdom Normandië door de Fransen. Op 10 november doet Karel VII zijn blijde intrede in Rouen.

### Lage landen
- 1441 : De Vrede van Kopenhagen maakt een einde aan de Hollands-Wendische Oorlog.
- 1445 : Filips de Goede geeft als graaf van Holland in 1445 toestemming voor de vorming van een Veertigraad in Delft.
- 1449 : Begin van de Gentse Opstand (1449-1453).

### Osmaans-Europese oorlog
- 1440 : Wladislaus, koning van Polen, krijgt de vrijgekomen kroon van Hongarije aangeboden door Paus Eugenius IV op voorwaarde, dat hij een kruistocht voert tegen de Turken.
- 1444 : Slag bij Varna. Wladislaus sneuvelt, de vierjarige Ladislaus Posthumus van het Koninkrijk Bohemen wordt naar voren geschoven als opvolger.
- 1445 : Slag van Mokra. Generaal Skanderbeg verslaat de Ottomanen.
- 1446 : Johannes Hunyadi wordt regent van Hongarije.
- 1447 : Casimir IV wordt koning van Polen.
- 1448 : Slag bij Kosovo. Sultan Murat II haalt een klinkende overwinning op de kruisvaarders. Johannes Hunyadi wordt gevangengenomen door Đurađ Branković.

### Midden-Europa
- De Deling van Altenburg leidt tot de Saksische Broederoorlog tussen keurvorst Frederik II van Saksen en zijn broer Willem III. Pas in 1451 komt de Vrede van Naumburg tot stand.

### Italië
- 1442 : Alfons V van Aragón verenigt het Koninkrijk Sicilië en het Koninkrijk Napels.
- 1448 : Alfons koopt het laatste bolwerk van de Republiek Genua op Sardinië, Castelsardo.

### Afrika
- 1445 - Ontdekking van Senegal door Dinis Dias.

### Amerika
- Moctezuma I wordt hueyi tlahtoani, de leider van de Azteken.

### Azië
- Onder leiding van de Koreaanse koning Sejong de Grote komt het Hangul-schrift in 1443 of januari 1444 tot stand. Het wordt in 1446 voor het eerst gepubliceerd in de Hunmin Jeongeum. In tegenstelling tot het Chinese schrift, is Hangul fonetisch. Het bestaat uit 10 klinkers en 14 medeklinkers die als lettergrepen in een soort vierkantje worden gegroepeerd.

## Kunst en cultuur
- Van 1443 tot 1453 is de Florentijnse beeldhouwer Donatello in Padua waar hij het ruiterstandbeeld van Gattamelata maakt, het eerste belangrijke bronzen ruiterstandbeeld sinds de Oudheid, gebaseerd op het ruiterstandbeeld van Marcus Aurelius uit 176

<< · 1440 · 1441 · 1442 · 1443 · 1444 · 1445 · 1446 · 1447 · 1448 · 1449 · >>
<< · 1400-1409 · 1410-1419 · 1420-1429 · 1430-1439 · 1440-1449 · 1450-1459 · 1460-1469 · 1470-1479 · 1480-1489 · 1490-1499 · >>